# Lietuvos Lyga 1926
L'edizione 1926 del Lietuvos Lyga fu la 5ª del massimo campionato di calcio lituano; il titolo fu vinto dal Kovas Kaunas, giunto al suo 3º titolo.

## Formula
Il campionato era formato da quattordici squadre divise in tre gironi cittadini. Il girone di Kaunas era formato da quattro squadre che si incontrarono in gare di andata e ritorno per un totale di 6 turni. Il girone di Klaipėda era diviso in due sottogruppi: quello nord, di cui non è nota la formula né il numero di partecipanti, e quello sud formato da sei squadre che si incontrarono in gare di andata e ritorno per un totale di 10 turni. Il girone di Šiauliai era formato da quattro squadre che si incontrarono in gare di andata e ritorno per un totale di 6 turni. In tutti e tre i gironi erano assegnati due punti alla vittoria, un punto al pareggio e zero per la sconfitta.
I vincitori dei gironi di Kaunas e Šiauliai si incontrarono in una prima finale in gara unica; il vincitore incontrò poi la vincente del girone di Klaipeda in una partita che decretò il vincitore del campionato.

## Prima fase

### Gruppo di Kaunas
|  | Pos. | Squadra       | Pt | G | V | N | P | GF | GS | DR  |
|  | ---- | ------------- | -- | - | - | - | - | -- | -- | --- |
|  | 1.   | Kovas Kaunas  | 9  | 6 | 4 | 1 | 1 | 24 | 12 | +12 |
|  | 2.   | LFLS Kaunas   | 7  | 6 | 3 | 1 | 2 | 10 | 9  | +1  |
|  | 3.   | Makabi Kaunas | 5  | 6 | 2 | 1 | 3 | 6  | 14 | -8  |
|  | 4.   | KSK Kaunas    | 3  | 6 | 1 | 1 | 4 | 13 | 18 | -5  |

### Gruppo di Klaipeda

#### Sottogruppo Sud
Non sono noti i risultati né la formula: è noto che il vincitore fu lo Sportverein Pagegiai.

#### Classifica Sottogruppo Sud
|  | Pos. | Squadra                    | Pt | G  | V | N | P | GF | GS | DR  |
|  | ---- | -------------------------- | -- | -- | - | - | - | -- | -- | --- |
|  | 1.   | KSS Klaipeda               | 18 | 10 | 9 | 0 | 1 | 31 | 17 | +14 |
|  | 2.   | Freya Klaipeda             | 14 | 10 | 7 | 0 | 3 | 21 | 18 | +3  |
|  | 3.   | Spielvereiningung Klaipeda | 13 | 10 | 6 | 1 | 3 | 22 | 16 | +6  |
|  | 4.   | MTV Klaipeda               | 8  | 10 | 4 | 0 | 6 | 15 | 13 | +2  |
|  | 5.   | Vorwarts Silute            | 5  | 10 | 1 | 3 | 6 | 18 | 36 | -18 |
|  | 6.   | VfR Klaipeda               | 2  | 10 | 0 | 2 | 8 | 5  | 12 | -7  |

#### Finale del Gruppo di Klaipeda
| Squadra 1    | Risultato | Squadra 2            |
| ------------ | --------- | -------------------- |
| KSS Klaipeda | 6 - 1     | Sportverein Pagegiai |

### Gruppo di Šiauliai
|  | Pos. | Squadra           | Pt | G | V | N | P | GF | GS | DR  |
|  | ---- | ----------------- | -- | - | - | - | - | -- | -- | --- |
|  | 1.   | LFLS Siauliai     | 11 | 6 | 5 | 1 | 0 | 19 | 2  | +17 |
|  | 2.   | Ziezirba Siauliai | 7  | 6 | 3 | 1 | 2 | 5  | 9  | -4  |
|  | 3.   | Makabi Siauliai   | 4  | 6 | 2 | 0 | 4 | 3  | 1  | +2  |
|  | 4.   | ZAK Siauliai      | 2  | 6 | 1 | 0 | 5 | 1  | 16 | -15 |

## Finali
| Squadra 1    | Risultato | Squadra 2     |
| ------------ | --------- | ------------- |
| Kovas Kaunas | 2 - 0     | LFLS Siauliai |
| Kovas Kaunas | 3 - 2     | KSS Klaipeda  |